# Elizaveta Antonovna de Brunswick
Elizaveta Antonovna de Brunswick (n. 16/27 septembrie 1743, Kholmogory⁠(d), Arkhangelsky Uyezd⁠(d), Archangelgorod Governorate⁠(d), Imperiul Rus – d. 20 octombrie 1782, Horsens, Regiunea Midtjylland, Danemarca) a fost fiica prințului Anton Ulrich de Brunswick-Wolfenbuttel și a prințesei Anna Leopoldovna de Mecklenburg-Schwerin, de asemenea sora țarului Ivan al VI-lea al Rusiei.

## Arbore genealogic
| Elizaveta Antonovna de Brunswick | Tată: Anton Ulrich de Brunswick-Wolfenbuttel   | Bunic: Ferdinand Albert al II-lea, Duce de Brunswick-Lüneburg | Străbunic: Ferdinand Albert I, Duce de Brunswick-Lüneburg |
| Elizaveta Antonovna de Brunswick | Tată: Anton Ulrich de Brunswick-Wolfenbuttel   | Bunic: Ferdinand Albert al II-lea, Duce de Brunswick-Lüneburg | Străbunică: Christine de Hesse-Eschwege                   |
| Elizaveta Antonovna de Brunswick | Tată: Anton Ulrich de Brunswick-Wolfenbuttel   | Bunică: Antoinette Amelie de Brunswick-Wolfenbüttel           | Străbunic: Ludwig Rudolf de Brunswick-Lüneburg            |
| Elizaveta Antonovna de Brunswick | Tată: Anton Ulrich de Brunswick-Wolfenbuttel   | Bunică: Antoinette Amelie de Brunswick-Wolfenbüttel           | Străbunică: Christine Louise de Oettingen-Oettingen       |
| Elizaveta Antonovna de Brunswick | Mamă: Anna Leopoldovna de Mecklenburg-Schwerin | Bunic: Karl Leopold de Mecklenburg-Schwerin                   | Străbunic: Frederick de Mecklenburg-Lienhard,             |
| Elizaveta Antonovna de Brunswick | Mamă: Anna Leopoldovna de Mecklenburg-Schwerin | Bunic: Karl Leopold de Mecklenburg-Schwerin                   | Străbunică: Cristina de Hesse-Homburg                     |
| Elizaveta Antonovna de Brunswick | Mamă: Anna Leopoldovna de Mecklenburg-Schwerin | Bunică: Ecaterina Ivanovna a Rusiei                           | Străbunic: Ivan al V-lea al Rusiei                        |
| Elizaveta Antonovna de Brunswick | Mamă: Anna Leopoldovna de Mecklenburg-Schwerin | Bunică: Ecaterina Ivanovna a Rusiei                           | Străbunică: Praskovia Saltîkova                           |